# Верхнее Куйто
Ве́рхнее Ку́йто (фин. Ylä-Kuittijärvi) — российское озеро в северной части Карелии. Входит в группу озёр Куйто бассейна реки Кемь. Северо-восточный берег озера относится к Калевальскому району, юго-западный — к Костомукшскому городскому округу.
Площадь поверхности — 240 км², площадь водосборного бассейна — 7150 км². Высота над уровнем моря — 102,6 м.
Озеро неправильной трёхлучевой формы, состоит из центральной части и трёх крупных вытянутых заливов: Войницкая губа, Вокнаволокская губа, Ювалакшская губа. Береговая линия сильно изрезана, берега пологие, в основном каменистые, покрыты хвойным лесом. Высшая водная растительность представлена тростником, камышом, осокой, рдестом. На озере более 170 островов, общей площадью 8,3 км², крупнейшие из них: Пертисуари (1,07 км²), Калмосуари, Петаясуари.
Основной приток осуществляется водами рек Писта и Войница, через протоку Ельмане исток в соседнее озеро Среднее Куйто.
Кроме бассейна рек, впадающих в Верхнее Куйто, к нему также относятся озёра: Большая Пажма, Верхнее Пуаканъярви и Руокоярви.
В озере обитают ряпушка, плотва, щука, окунь, сиг, ёрш, хариус, форель.
В 1958—1989 годах функционировали пассажирские перевозки Беломорско-Онежского пароходства на линии Вокнаволок-Войница-Вокнаволок (суда МК-4, МРБ 20/5, «Сампо»).
На берегу юго-западного залива озера располагается посёлок Вокнаволок.
Код объекта в государственном водном реестре — 02020000811102000003954.